# Chiril Gaburici
Chiril Gaburici (ur. 23 listopada 1976 w Logănești w rejonie Hîncești) – mołdawski polityk i menedżer, w 2015 premier Mołdawii, w latach 2018−2019 minister gospodarki.

## Życiorys
Kształcił się w zakresie ekonomii na Universitatea Slavonă din Moldova i Universitatea Liberă Internațională din Moldova. Był menedżerem w przedsiębiorstwach telekomunikacyjnych Moldcell z Mołdawii i Azercell z Azerbejdżanu.
13 lutego 2015, po odrzuceniu przez Parlament Republiki Mołdawii kandydatury Iuriego Leancy, Partia Liberalno-Demokratyczna wyznaczyła go na kandydata na premiera. 14 lutego 2015 prezydent Nicolae Timofti desygnował go na ten urząd. 18 lutego parlament udzielił jego gabinetowi mu wotum zaufania. 12 czerwca 2015 złożył dymisję z powodu wątpliwości dotyczących autentyczności dyplomów i świadectw poświadczających jego wykształcenie.
Kierował później grupą przedsiębiorstw sektora energetycznego i rolnego. W 2018 powrócił w skład rządu, obejmując stanowisko ministra gospodarki. Pełnił tę funkcję do czerwca 2019.